# Fortunata Tedesco
Fortunata Tedesco, épouse de Franco (Mantoue, 14 décembre 1826 - Charenton-le-Pont, 14 avril 1904) est une soprano italienne.

## Biographie
Élève du compositeur Nicola Vaccai, directeur du Conservatoire de Milan, elle débute, à peine âgée de dix-huit ans, au théâtre de la Scala de Milan, le 26 novembre 1844, dans le rôle d’Isabella dans I Luna e i Perollo de Pasquale Bona (en). À Milan, elle chante  notamment Guillaume Tell et Robert le Diable. Engagée ensuite à Vienne, où elle obtient de brillants succès, elle réapparaît à La Scala en 1846 dans Saül, Alina, regina di Golconda (en), Roberto, Saffò de Giovanni Pacini, elle chante à Gênes et à Brecia et part peu de temps après pour l'Amérique, remporte de véritables triomphes aux États-Unis, à New York, Philadelphie et Boston et La Havane.
En 1846, elle joue le rôle d'Elvira dans Ernani, de Giuseppe Verdi dans la première représentation à Cuba. Le succès de l'œuvre et de ses chanteurs a un grand impact sur le monde culturel de La Havane. La soprano reçoit de nombreux compliments notamment ceux du compositeur cubain Manuel Saumell qui reproduit certains passages de son entrée sur scène : Ernani, Ernani involami . Elle y chante aussi dans Lucrezia Borgia, Norma, Attila, Nabucco, La Favorite.
En 1847, elle attire tous les hommes au Howard Athenaeum (en) à Boston où quand elle chante, les places se paient avec une surprime de 4 ou 5 $. C'est dans Ernani qu'elle brille d'un éclat éblouissant, même si elle apparaît aussi dans Norma, Saffò, Le Barbier de Séville et Roméo. Le colonel William W. Clapp Jr raconte, dans son Record of the Boston Stage que « les honneurs qui lui ont été accordés ont atteint leur plus grand excès dans le lancer d'un chapeau et d'une canne par un admirateur, en gage de sa propre démonstration ». Richard Grant White (en) « dont l'appréciation des femmes n'était pas confinée aux héroïnes de Shakespeare », la décrit ainsi: « Tedesco était une grande créature aux yeux de bœuf, l'image d'une belle paresse jusqu'à ce qu'elle soit excitée par la musique ».
En 1848, la troupe du Grand Théâtre de La Havane donne une représentation au bénéfice de son directeur musical, Luigi Arditi, elle crée le rôle-titre de son opéra Gulnara.
Elle épouse Joseph Thomas de Franco à New York, vient à Paris et est auditionnée et engagée par Nestor Roqueplan pour débuter, le 5 novembre 1851, à l'Opéra de Paris, dans le rôle de Catarina dans La Reine de Chypre. « Sa superbe voix de contralto, sa beauté resplendissante, son sentiment pathétique et son jeu scénique passionné font sur le public une impression profonde ». Elle joue successivement le rôle de Fidès dans Le Prophète et le rôle de Léonor de La Favorite, puis fait deux créations importantes dans le rôle de Théodora dans Le Juif errant d'Halévy le 23 avril 1852 et La Fronde de Niedermeyer première représentation le 2 mai 1853.
Elle quitte l'Opéra de Paris en 1857 pour aller à Venise. Elle passe ensuite trois années au Teatro Nacional de São Carlos de Lisbonne, En 1859, elle y interprète le rôle-titre de Saffò.
Elle revient à l'Opéra de Paris de 1860 à 1862, où, entre autres rôles, elle joue celui de Vénus dans la version révisée de Tannhäuser, première à l'Opéra de Paris le 13 mars 1861, lors des trois représentations mouvementées de cet ouvrage. Elle retourne en 1862 à Lisbonne. Elle fait une saison brillante à Madrid en 1864.
En 1866, Une compagnie d'opéra italien se forme, dans le but de créer dans Paris un second Théâtre italien populaire. Cette troupe, composée de Mme Barbieri, Mme Tedesco, MM. Julian Florenza et Leopoldini s'essaye au Théâtre Saint-Germain et vient y jouer, Lucrezia Borgia de Donizetti, le 22 mars 1866, avec M. Franck comme chef d'orchestre. Deux représentations seulement sont données. Elle se retire de la scène en 1866. Le journal La Comédie évoque un engagement au Théâtre-Lyrique pour la saison 1866-1867.
Elle est toujours en vie quand son mari meurt à leur domicile parisien du 17 boulevard des Invalides, en mai 1892. Elle décède le 14 avril 1904 à Charenton-le-Pont.

## Source
- Le Ménestrel, Paris, 1833-1940 (lire en ligne), lire en ligne sur Gallica
- A. Giacomelli et Ch. Desolme, « Madame Tedesco », L'Europe artiste,‎ 6 février 1853 (lire en ligne, consulté le 4 août 2018).
- L. Cherrie, « Madame Tedesco », Le Mercure parisien, vol. 22,‎ 10 janvier 1856 (lire en ligne, consulté le 3 août 2018).